# Bukovac Perušićki
Bukovac Perušićki – wieś w Chorwacji, w żupanii licko-seńskiej, w gminie Perušić. W 2011 roku liczyła 91 mieszkańców.